# Lynn Cartwright
Lynn Cartwright, nata Doralyn E. Cartwright (McAlester, 27 febbraio 1927 – Los Angeles, 2 gennaio 2004), è stata un'attrice statunitense.

## Filmografia parziale

### Cinema
- Giustizia senza legge (Black Patch), regia di Allen H. Miner (1957)
- The Cry Baby Killer, regia di Jus Addiss (1958)
- La regina di Venere (Queen of Outer Space), regia di Edward Bernds (1958)
- La donna vespa (The Wasp Woman), regia di Roger Corman (1959)
- L'appartamento (The Apartment), regia di Billy Wilder (1960) - non accreditata
- Ecco perché le mogli degli amanti di mia moglie sono mie amanti (All the Loving Couples), regia di Mack Bing (1969)
- Dimmi, dove ti fa male? (Where Does It Hurt?), regia di Rod Amateau (1972)
- The Lucifer Complex, regia di Kenneth Hartford e David L. Hewitt (1978)
- Son of Hitler, regia di Rod Amateau (1979)
- Lovelines, regia di Rod Amateau (1984)
- The Garbage Pail Kids Movie, regia di Rod Amateau (1987)
- Ragazze vincenti (A League of Their Own), regia di Penny Marshall (1992)

### Televisione
- Scienza e fantasia (Science Fiction Theatre) – serie TV, episodio 2x33 (1956)
- The Man Called X – serie TV, 2 episodi (1956-1957)
- La pattuglia della strada (Highway Patrol) – serie TV, 3 episodi (1957-1959)
- Target – serie TV, episodio 1x10 (1958)
- Peter Gunn – serie TV, episodio 1x19 (1959)
- Ripcord – serie TV, episodio 2x36 (1963)
- Adam-12 – serie TV, 3 episodi (1971-1975)